# Seymour (Tennessee)
Seymour – jednostka osadnicza w Stanach Zjednoczonych, w stanie Tennessee, w hrabstwie Sevier.